# Canteloup (Manche)
Canteloup település Franciaországban, Manche megyében. Lakosainak száma 216 fő (2022. január 1.). Canteloup Clitourps, Valcanville és Le Vast községekkel határos.

## Népesség
A település népességének változása:
| Lakosok száma | 167  | 174  | 189  | 173  | 228  | 222  | 208  | 209  | 209  | 216  |
|               | 1968 | 1982 | 1990 | 2006 | 2013 | 2015 | 2017 | 2019 | 2020 | 2022 |